# Aeropuerto de Berlín-Brandeburgo Willy Brandt

Localización de los aeropuertos berlineses.

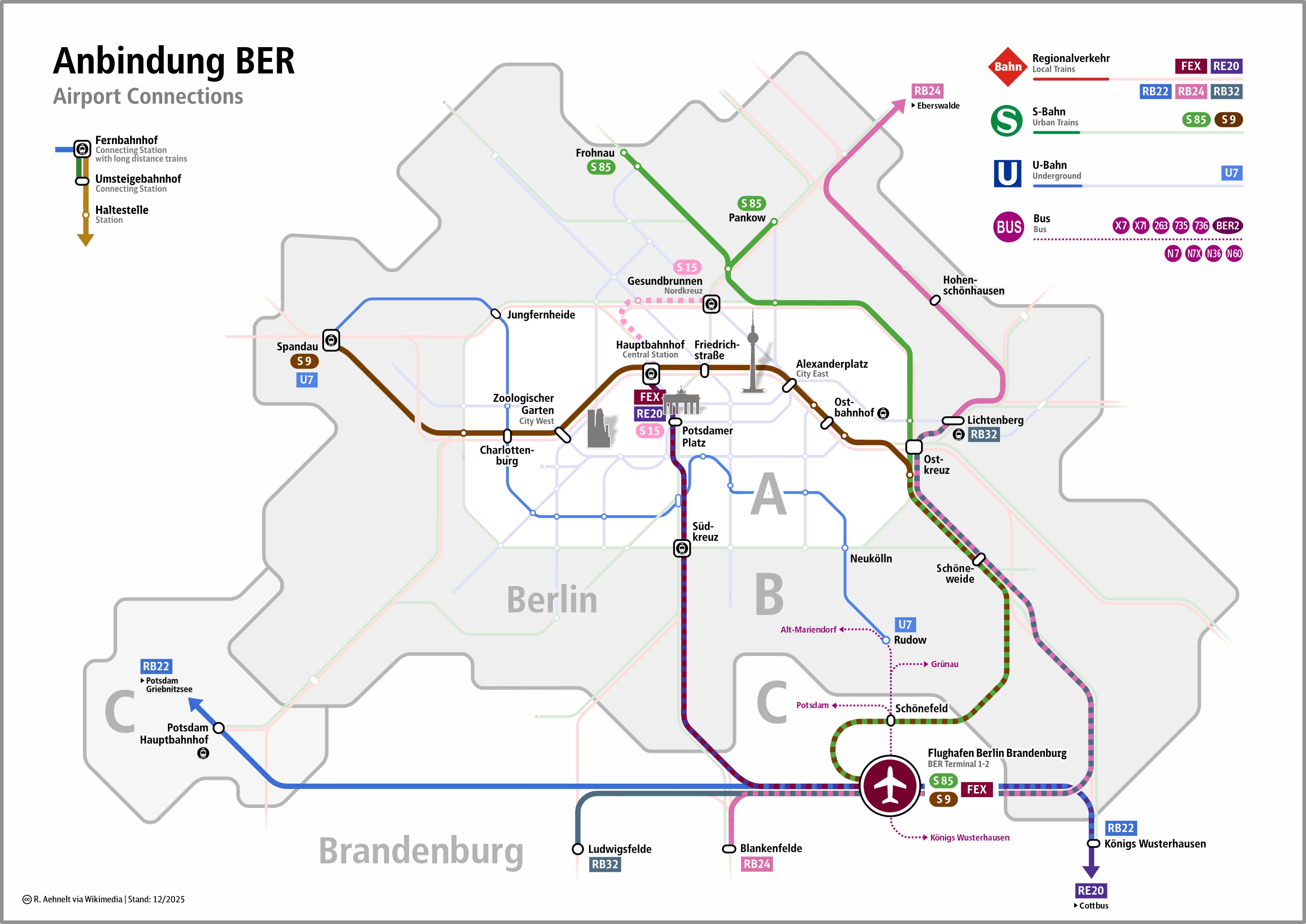
Conexiones hacia el aeropuerto

El Aeropuerto de Berlín-Brandenburgo Willy Brandt (en alemán: Flughafen Berlin Brandenburg  "Willy Brandt", (IATA: BER, OACI: EDDB), pronunciado /beːʔeːˈʔɛɐ̯/ (escucharⓘ)) es un aeropuerto internacional en Schönefeld, al sur de la capital de Alemania, Berlín, en el estado de Brandeburgo. Nombrado en honor al ex alcalde de Berlín Occidental y canciller de Alemania Occidental Willy Brandt, se encuentra a 18 kilómetros (11 millas) al sureste del centro de la ciudad y sirve como base para easyJet, Eurowings y Ryanair. En su mayoría, ofrece vuelos a destinos de ocio y metropolitanos europeos, así como una serie de servicios intercontinentales.
El nuevo aeropuerto reemplazó a los aeropuertos de Tempelhof, Schönefeld y Tegel, y se convirtió en el único aeropuerto comercial que da servicio a Berlín y al estado circundante de Brandeburgo, un área con un total de 6 millones de habitantes.  Con un número anual proyectado de pasajeros de alrededor de 34 millones, el aeropuerto de Berlín Brandeburgo se convertirá en el tercer aeropuerto más transitado de Alemania, superando al aeropuerto de Düsseldorf y convirtiéndolo en uno de los quince más transitados de Europa.
El aeropuerto estaba originalmente previsto para abrir en octubre de 2011, cinco años después de comenzar la construcción en 2006. Sin embargo, el proyecto enfrentó una serie de retrasos sucesivos debido a la mala planificación, ejecución, gestión y corrupción de la construcción, debido a la crisis financiera mundial de 2007-2008 posibilidades de inversión reducidas. El aeropuerto de Berlín Brandeburgo finalmente recibió su licencia operativa en mayo de 2020, y abrió al tráfico comercial el 31 de octubre de 2020, 14 años después del inicio de la construcción y 29 años después del lanzamiento oficial de la planificación. Las renovadas instalaciones para pasajeros de Schönefeld se han incorporado como Terminal 5 a partir del 25 de octubre de 2020 mientras que todas las demás aerolíneas completaron la transición de Tegel al aeropuerto de Berlín Brandeburgo antes del 8 de noviembre de 2020.

## Historia
Su historia nace de la localización de los otros dos aeropuertos berlineses, Tegel (cerrado el 8 de noviembre de 2020) y Tempelhof (cerrado en 2008). Estos aeropuertos se encontraban localizados dentro de la propia ciudad de Berlín lo que provocaba mucha contaminación acústica e impedía completamente su ampliación, cercenando así las posibilidades de crecimiento en tráfico de pasajeros o mercancías. El número total de pasajeros en los tres aeropuertos de Berlín fue en 2006 de 18 millones y medio, lo que situaba al conjunto de los aeropuertos berlineses muy por debajo de los aeropuertos de otras capitales europeas, como los de Londres-Heathrow o Madrid-Barajas, u otras ciudades alemanas, como Fráncfort, que triplica en número de pasajeros a todos los aeropuertos de Berlín juntos. La capacidad del nuevo aeropuerto se incrementaría inmediatamente hasta más de 30 millones de pasajeros anuales, y se prevé que, en un plazo de dos décadas, el aeropuerto incremente el número de pasajeros transportados hasta los 50 millones. La intención de los promotores del aeropuerto es colocar al Aeropuerto de Berlín-Brandeburgo en el tercer lugar de los aeropuertos alemanes por pasajeros, tras el de Fráncfort y el de Múnich.
La apertura del aeropuerto de Berlín-Brandeburgo implicó el cierre del aeropuerto de Berlín-Tegel. Toma su nombre del estado federado de Brandeburgo, en el que se encuentra la ciudad de Schönefeld.

## Proyecto
El proyecto, diseñado por el estudio Gerkan, Marg und Partner (que en 1965 ascendió a la fama con el Aeropuerto de Berlín-Tegel), nace en 1996, con el consenso de los estados federados de Berlín y Brandeburgo, y la aprobación del Gobierno Federal. En ese mismo año se inicia una larga batalla judicial entre los habitantes y los ayuntamientos de las localidades cercanas y los promotores del nuevo aeropuerto. Dicho conflicto terminó en marzo de 2006, cuando la Corte Federal Administrativa autorizó la expansión del aeropuerto de Schönefeld, dando luz verde a la creación del BBI. Los vecinos cuyas casas resultan afectadas fueron realojados en otros lugares y poblaciones.

## Escándalo de 2012
La simultánea transición de actividad con el cierre del Aeropuerto Berlín-Tegel e inauguración del Berlín-Brandeburgo Willy Brandt, se programó para el 2 de junio de 2012. Sin embargo, en mayo del mismo año anunciaban su aplazamiento "debido a problemas en materia de seguridad contra incendios". A raíz de este suceso, se fueron desgranando las razones de los retrasos, que iban más allá del sistema contra incendios.
- Según informes periciales posteriores, el proyecto contaba inicialmente con varios errores: la estimación de fechas de finalización no eran factibles, arquitectónicamente contaba con "fallos constructivos" y, en cuanto al diseño, contaba con "errores de planificación".
- Las empresas contratadas anuncian continuos retrasos en la ejecución. Imtech, empresa encargada del suministro eléctrico, la calefacción, el sistema de aire acondicionado y las conducciones de agua, se declara en bancarrota.
- Se crean tramas de corrupción con pagos a empresas por trabajos no realizados.
- Debido a todo lo anterior, el presupuesto inicial de menos de 2.000 millones en 2006 asciende a más de 7.000 millones en 2018.[16]

## Inauguración
Tras seis cambios de fecha para su inauguración, su apertura se realizó el 31 de octubre de 2020. Tras su inauguración, su red absorbe el tráfico que antes contaba Berlín-Schönefeld y el del Aeropuerto de Berlín-Tegel, que fue cerrado el 8 de noviembre de 2020.

## Código IATA
El código IATA del nuevo aeropuerto iba a ser BBI, pero dicho código identifica ahora mismo al Aeropuerto de Biju Patnaik, en Bhubaneswar, la India, por lo que el código finalmente adoptado es BER, que ahora identifica conjuntamente a todos los aeropuertos berlineses.

## Aerolíneas y destinos

### Destinos nacionales
| Ciudades                    | Aeropuerto                                             | Aerolíneas         |
| Alemania                    | Alemania                                               | Alemania           |
| --------------------------- | ------------------------------------------------------ | ------------------ |
| Baden-Wurtemberg            |                                                        |                    |
| Stuttgart                   | Aeropuerto de Stuttgart                                | Eurowings          |
| Baviera                     |                                                        |                    |
| Múnich                      | Aeropuerto Internacional de Múnich-Franz Josef Strauss | Lufthansa          |
| Hesse                       |                                                        |                    |
| Fráncfort del Meno          | Aeropuerto de Fráncfort del Meno                       | Condor / Lufthansa |
| Renania del Norte-Westfalia |                                                        |                    |
| Colonia                     | Aeropuerto de Colonia/Bonn                             | Eurowings          |
| Düsseldorf                  | Aeropuerto Internacional de Düsseldorf                 | Eurowings          |
| Sarre                       |                                                        |                    |
| Saarbrücken                 | Aeropuerto de Saarbrücken                              | DAT                |

### Destinos internacionales
| Ciudades por países   | Nombre del aeropuerto                                   | Aerolíneas |
| África                | África                                                  | África |
| --------------------- | ------------------------------------------------------- | --- |
| Egipto                |                                                         | |
| El Cairo              | Aeropuerto Internacional de El Cairo                    | EgyptAir |
| Guiza                 | Aeropuerto Internacional Esfinge                        | EasyJet |
| Hurgada               | Aeropuerto Internacional de Hurghada                    | Air Cairo / Condor (Estacional) / Corendon Airlines (Estacional) / EasyJet / Eurowings (Estacional) / Sundair (Estacional) |
| Marsa Alam            | Aeropuerto Internacional de Marsa Alam                  | EasyJet / Eurowings (Estacional) (inicia el 9 de noviembre de 2025)                                                        |
| Sharm el-Sheij        | Aeropuerto Internacional de Sharm el-Sheij              | EasyJet (Estacional) |
| Marruecos             |                                                         | |
| Agadir                | Aeropuerto de Agadir-Al Massira                         | EasyJet (Estacional) / Transavia (Estacional) (inicia el 27 de octubre de 2025)                                            |
| Marrakech             | Aeropuerto de Marrakech-Menara                          | Ryanair / Transavia (Estacional) (inicia el 26 de octubre de 2025)                                                         |
| Túnez                 |                                                         | |
| Monastir              | Aeropuerto Internacional de Monastir-Habib Burguiba     | Nouvelair / Sundair |
| Túnez                 | Aeropuerto Internacional de Túnez-Cartago               | Eurowings (Estacional) / Nouvelair                                                                                         |
| Yerba                 | Aeropuerto Internacional de Yerba-Zarzis                | Nouvelair (Estacional) |
| Norteamérica          |                                                         | |
| Canadá                |                                                         | |
| Toronto               | Aeropuerto Internacional Toronto Pearson                | Air Transat (Estacional)                                                                                                   |
| Estados Unidos        |                                                         | |
| Newark                | Aeropuerto Internacional Libertad de Newark             | United Airlines |
| Nueva York            | Aeropuerto Internacional John F. Kennedy                | Delta Air Lines (Estacional) / Norse Atlantic Airways (Estacional)                                                         |
| Asia                  |                                                         | |
| Arabia Saudita        |                                                         | |
| Yeda                  | Aeropuerto Internacional Rey Abdulaziz                  | Flynas / Eurowings (Estacional)                                                                                            |
| Azerbaiyán            |                                                         | |
| Bakú                  | Aeropuerto Internacional Heydar Aliyev                  | Azerbaijan Airlines |
| Catar                 |                                                         | |
| Doha                  | Aeropuerto Internacional Hamad                          | Qatar Airways |
| China                 |                                                         | |
| Pekín                 | Aeropuerto Internacional de Pekín-Daxing                | Hainan Airlines |
| Chipre                |                                                         | |
| Lárnaca               | Aeropuerto Internacional de Lárnaca                     | EasyJet / Eurowings (Estacional)                                                                                           |
| Pafos                 | Aeropuerto Internacional de Pafos                       | Ryanair |
| EAU                   |                                                         | |
| Abu Dabi              | Aeropuerto Internacional Zayed                          | Eurowings (Estacional) (inicia el 3 de noviembre de 2025)                                                                  |
| Dubái                 | Aeropuerto Internacional de Dubái                       | Condor |
| Dubái                 | Aeropuerto Internacional de Dubái-Al Maktoum            | Eurowings (Estacional) |
| Georgia               |                                                         | |
| Kutaisi               | Aeropuerto de Kopitnari                                 | Wizz Air |
| Tiflis                | Aeropuerto Internacional de Tiflis                      | Georgian Airways |
| Irak                  |                                                         | |
| Erbil                 | Aeropuerto Internacional de Erbil                       | Eurowings / UR Airlines |
| Israel                |                                                         | |
| Tel Aviv              | Aeropuerto Internacional Ben Gurión                     | EasyJet (reinicia el 28 de marzo de 2026) / El Al / Israir / Ryanair                                                       |
| Jordania              |                                                         | |
| Amán                  | Aeropuerto Internacional Reina Alia                     | Royal Jordanian |
| Líbano                |                                                         | |
| Beirut                | Aeropuerto Internacional Rafic Hariri de Beirut         | Eurowings (Estacional) / Sundair                                                                                           |
| Turquía               |                                                         | |
| Adana                 | Aeropuerto de Çukurova                                  | SunExpress |
| Ankara                | Aeropuerto de Ankara-Esenboğa                           | AJet / Pegasus Airlines (Estacional) / SunExpress (Estacional)                                                             |
| Antalya               | Aeropuerto de Antalya                                   | EasyJet (Estacional) / Freebird Airlines / SunExpress / Corendon Airlines / Pegasus Airlines                               |
| Bodrum                | Aeropuerto de Milas-Bodrum                              | SunExpress (Estacional) |
| Dalaman               | Aeropuerto de Dalaman                                   | SunExpress (Estacional) |
| Diyarbakır            | Aeropuerto de Diyarbakir                                | SunExpress (Estacional) |
| Esmirna               | Aeropuerto de Esmirna-Adnan Menderes                    | Corendon Airlines (Estacional) / Pegasus Airlines / SunExpress                                                             |
| Estambul              | Aeropuerto Internacional de Estambul                    | Turkish Airlines |
| Estambul              | Aeropuerto Internacional Sabiha Gökçen                  | AJet / Pegasus Airlines |
| Gaziantep             | Aeropuerto de Oğuzeli                                   | SunExpress |
| Kayseri               | Aeropuerto de Kayseri                                   | SunExpress (Estacional) |
| Samsun                | Aeropuerto de Samsun-Çarşamba                           | SunExpress (Estacional) |
| Europa                |                                                         | |
| Albania               |                                                         | |
| Tirana                | Aeropuerto Internacional Madre Teresa                   | Wizz Air |
| Austria               |                                                         | |
| Graz                  | Aeropuerto de Graz                                      | Eurowings |
| Salzburgo             | Aeropuerto de Salzburgo-Wolfgang Amadeus Mozart         | Eurowings |
| Viena                 | Aeropuerto Internacional de Viena                       | Austrian Airlines |
| Bélgica               |                                                         | |
| Bruselas              | Aeropuerto de Bruselas-National                         | Brussels Airlines |
| Bulgaria              |                                                         | |
| Burgas                | Aeropuerto de Burgas                                    | EasyJet (Estacional) / Sundair (Estacional)                                                                                |
| Sofía                 | Aeropuerto de Sofía                                     | Bulgaria Air / Ryanair |
| Varna                 | Aeropuerto de Varna                                     | Sundair (Estacional) / Wizz Air                                                                                            |
| Croacia               |                                                         | |
| Dubrovnik             | Aeropuerto de Dubrovnik                                 | EasyJet (Estacional) / Eurowings (Estacional) / Ryanair (Estacional)                                                       |
| Pula                  | Aeropuerto de Pula                                      | EasyJet (Estacional) |
| Split                 | Aeropuerto de Split                                     | Croatia Airlines (Estacional) / EasyJet (Estacional) / Eurowings (Estacional)                                              |
| Zadar                 | Aeropuerto de Zadar                                     | EasyJet (Estacional) / Ryanair (Estacional)                                                                                |
| Zagreb                | Aeropuerto de Zagreb-Franjo Tuđman                      | Croatia Airlines (Estacional)                                                                                              |
| Dinamarca             |                                                         | |
| Copenhague            | Aeropuerto de Copenhague-Kastrup                        | EasyJet / Norwegian / SAS                                                                                                  |
| España                |                                                         | |
| Alicante              | Aeropuerto de Alicante-Elche Miguel Hernández           | Ryanair |
| Barcelona             | Aeropuerto Josep Tarradellas Barcelona-El Prat          | EasyJet / Ryanair / Vueling                                                                                                |
| Bilbao                | Aeropuerto de Bilbao                                    | Eurowings (Estacional) |
| Castellón de la Plana | Aeropuerto de Castellón-Costa Azahar                    | Ryanair (Estacional) |
| Fuerteventura         | Aeropuerto de Fuerteventura                             | EasyJet / Eurowings (Estacional) / Ryanair (Estacional) / Sundair (Estacional)                                             |
| Gran Canaria          | Aeropuerto de Gran Canaria                              | Condor (Estacional) / EasyJet / Eurowings (Estacional) / Ryanair / Sundair (Estacional)                                    |
| Ibiza                 | Aeropuerto de Ibiza                                     | Eurowings (Estacional) / Ryanair (Estacional)                                                                              |
| Jerez de la Frontera  | Aeropuerto de Jerez                                     | Eurowings (Estacional) |
| Lanzarote             | Aeropuerto César Manrique-Lanzarote                     | EasyJet (Estacional) / Eurowings (Estacional) / Ryanair (Estacional)                                                       |
| La Palma              | Aeropuerto de La Palma                                  | EasyJet (Estacional) |
| Madrid                | Aeropuerto Adolfo Suárez Madrid-Barajas                 | Iberia / Ryanair |
| Málaga                | Aeropuerto de Málaga-Costa del Sol                      | EasyJet / Eurowings / Ryanair                                                                                              |
| Palma de Mallorca     | Aeropuerto de Palma de Mallorca                         | EasyJet / Eurowings / Ryanair / Sundair (Estacional)                                                                       |
| Sevilla               | Aeropuerto de Sevilla                                   | EasyJet (inicia el 27 de octubre de2025)                                                                                   |
| Tenerife              | Aeropuerto de Tenerife Sur                              | EasyJet / Eurowings (Estacional) / Ryanair / Sundair (Estacional)                                                          |
| Valencia              | Aeropuerto de Valencia                                  | EasyJet / Ryanair |
| Estonia               |                                                         | |
| Tallin                | Aeropuerto de Tallin-Lennart Meri                       | airBaltic / Ryanair |
| Finlandia             |                                                         | |
| Helsinki              | Aeropuerto de Helsinki-Vantaa                           | Eurowings / Finnair |
| Kittilä               | Aeropuerto de Kittilä                                   | Eurowings (Estacional) (inicia el 31 de enero de 2026)                                                                     |
| Rovaniemi             | Aeropuerto de Rovaniemi                                 | EasyJet (Estacional) / Eurowings (Estacional)                                                                              |
| Francia               |                                                         | |
| Bastia                | Aeropuerto de Bastia-Poretta                            | Eurowings (Estacional) |
| Burdeos               | Aeropuerto de Burdeos-Mérignac                          | EasyJet |
| Lyon                  | Aeropuerto de Lyon-Saint Exupéry                        | EasyJet / Volotea |
| Marsella              | Aeropuerto de Marsella-Provenza                         | Ryanair |
| Nantes                | Aeropuerto de Nantes-Atlantique                         | Transavia (Estacional) |
| Niza                  | Aeropuerto de Niza-Costa Azul                           | EasyJet / Eurowings (Estacional)                                                                                           |
| París                 | Aeropuerto de París-Charles de Gaulle                   | Air France / EasyJet |
| París                 | Aeropuerto de París-Orly                                | EasyJet / Transavia |
| Toulouse              | Aeropuerto de Toulouse-Blagnac                          | EasyJet (Estacional) |
| Grecia                |                                                         | |
| Atenas                | Aeropuerto Internacional Eleftherios Venizelos          | Aegean Airlines / Air Mediterranean / Ryanair (Estacional) / Sky Express (inicia el 16 de octurbe de 2025)                 |
| Corfú                 | Aeropuerto Internacional de Corfú-Ioannis Kapodistrias  | EasyJet (Estacional) / Eurowings (Estacional) / Ryanair (Estacional)                                                       |
| Heraclión             | Aeropuerto Internacional de Heraclión Nikos Kazantzakis | Corendon (Estacional) / EasyJet (Estacional) / Eurowings (Estacional) / Ryanair (Estacional) / Sundair (Estacional)        |
| Kos                   | Aeropuerto Internacional de Kos-Hipócrates              | Eurowings (Estacional) / Ryanair (Estacional)/ Sundair (Estacional)                                                        |
| La Canea              | Aeropuerto Internacional de La Canea                    | EasyJet (Estacional) |
| Préveza               | Aeropuerto de Accio                                     | EasyJet (Estacional) |
| Rodas                 | Aeropuerto Internacional de Rodas-Diágoras              | EasyJet (Estacional) / Eurowings (Estacional) / Ryanair (Estacional) / Sundair (Estacional)                                |
| Salónica              | Aeropuerto Internacional de Salónica-Macedonia          | Aegean Airlines / EasyJet (Estacional) / Ryanair                                                                           |
| Zante                 | Aeropuerto Internacional de Zante                       | Eurowings (Estacional) |
| Hungría               |                                                         | |
| Budapest              | Aeropuerto Internacional de Budapest-Ferenc Liszt       | Ryanair / Wizz Air |
| Irlanda               |                                                         | |
| Dublín                | Aeropuerto de Dublín                                    | Aer Lingus / Ryanair |
| Islandia              |                                                         | |
| Reikiavik             | Aeropuerto Internacional de Keflavík                    | Icelandair / Play |
| Italia                |                                                         | |
| Bari                  | Aeropuerto de Bari-Karol Wojtyła                        | Ryanair |
| Bérgamo               | Aeropuerto de Bérgamo-Orio al Serio                     | Ryanair |
| Bolonia               | Aeropuerto Guglielmo Marconi de Bolonia                 | Ryanair |
| Bolzano               | Aeropuerto de Bolzano-Dolomiti                          | Sky Alps |
| Catania               | Aeropuerto de Catania-Fontanarossa                      | EasyJet / Ryanair |
| Milán                 | Aeropuerto de Milán-Linate                              | EasyJet |
| Milán                 | Aeropuerto de Milán-Malpensa                            | Ryanair |
| Nápoles               | Aeropuerto Internacional de Nápoles                     | EasyJet |
| Olbia                 | Aeropuerto de Olbia-Costa Smeralda                      | EasyJet (Estacional) |
| Palermo               | Aeropuerto de Palermo-Punta Raisi                       | Ryanair |
| Pisa                  | Aeropuerto Internacional Galileo Galilei                | EasyJet / Ryanair |
| Regio de Calabria     | Aeropuerto de Regio de Calabria                         | Ryanair |
| Roma                  | Aeropuerto de Roma-Fiumicino                            | EasyJet / Ryanair |
| Salerno               | Aeropuerto de Salerno                                   | EasyJet (Estacional) |
| Venecia               | Aeropuerto de Venecia-Marco Polo                        | EasyJet / Ryanair |
| Verona                | Aeropuerto de Verona-Villafranca                        | Volotea |
| Kosovo                |                                                         | |
| Pristina              | Aeropuerto Internacional de Pristina                    | EasyJet |
| Letonia               |                                                         | |
| Riga                  | Aeropuerto Internacional de Riga                        | airBaltic |
| Lituania              |                                                         | |
| Vilna                 | Aeropuerto de Vilna                                     | airBaltic / Ryanair |
| Luxemburgo            |                                                         | |
| Luxemburgo            | Aeropuerto de Luxemburgo                                | Luxair |
| Macedonia del Norte   |                                                         | |
| Skopie                | Aeropuerto Internacional de Skopie                      | Wizz Air |
| Moldavia              |                                                         | |
| Chisináu              | Aeropuerto Internacional de Chisináu                    | FlyOne / Wizz Air |
| Montenegro            |                                                         | |
| Podgorica             | Aeropuerto de Podgorica                                 | Ryanair (Estacional) |
| Tivat                 | Aeropuerto de Tivat                                     | EasyJet (Estacional) / Eurowings (Estacional)                                                                              |
| Noruega               |                                                         | |
| Bergen                | Aeropuerto de Bergen-Flesland                           | Norwegian (Estacional) |
| Oslo                  | Aeropuerto de Oslo-Gardermoen                           | Norwegian / SAS (Estacional)                                                                                               |
| Tromsø                | Aeropuerto de Tromsø-Langnes                            | EasyJet (Estacional) / Eurowings (Estacional) / Norwegian (Estacional)                                                     |
| Países Bajos          |                                                         | |
| Ámsterdam             | Aeropuerto de Ámsterdam-Schiphol                        | easyJet / KLM |
| Polonia               |                                                         | |
| Varsovia              | Aeropuerto de Varsovia-Chopin                           | LOT |
| Portugal              |                                                         | |
| Faro                  | Aeropuerto de Faro                                      | EasyJet / Eurowings |
| Funchal               | Aeropuerto de Madeira                                   | EasyJet |
| Lisboa                | Aeropuerto Humberto Delgado                             | Ryanair / TAP Air Portugal                                                                                                 |
| Oporto                | Aeropuerto Francisco Sá Carneiro                        | EasyJet (Estacional) / Eurowings (Estacional) / Ryanair                                                                    |
| Reino Unido           |                                                         | |
| Birmingham            | Aeropuerto de Birmingham                                | EasyJet / Ryanair |
| Brístol               | Aeropuerto de Brístol                                   | EasyJet / Jet2.com (Estacional) (inicia el 27 de noviembre de 2025)                                                        |
| Edimburgo             | Aeropuerto de Edimburgo                                 | EasyJet / Ryanair |
| Glasgow               | Aeropuerto Internacional de Glasgow                     | EasyJet / Jet2.com (Estacional)                                                                                            |
| Leeds                 | Aeropuerto de Leeds-Bradford                            | Jet2.com (Estacional) |
| Liverpool             | Aeropuerto de Liverpool-John Lennon                     | EasyJet |
| Londres               | Aeropuerto de Londres-City                              | British Airways |
| Londres               | Aeropuerto de Londres-Gatwick                           | EasyJet |
| Londres               | Aeropuerto de Londres-Heathrow                          | British Airways |
| Londres               | Aeropuerto de Londres-Luton                             | EasyJet |
| Londres               | Aeropuerto de Londres-Southend                          | EasyJet (Estacional) (inicia el 7 de noviembre de 2025)                                                                    |
| Londres               | Aeropuerto de Londres-Stansted                          | Ryanair |
| Mánchester            | Aeropuerto de Mánchester                                | EasyJet / Jet2.com (Estacional) / Ryanair                                                                                  |
| Newcastle upon Tyne   | Aeropuerto Internacional de Newcastle                   | Eurowings (Estacional) / Jet2.com (Estacional)                                                                             |
| Nottingham            | Aeropuerto de East Midlands                             | Jet2.com (Estacional) (inicia el 28 de noviembre de 2025) / Ryanair                                                        |
| Rumania               |                                                         | |
| Bucarest              | Aeropuerto Internacional de Bucarest-Henri Coandă       | Ryanair |
| Iași                  | Aeropuerto Internacional de Iași                        | Wizz Air (Estacional) |
| Serbia                |                                                         | |
| Belgrado              | Aeropuerto de Belgrado-Nikola Tesla                     | Air Serbia / Wizz Air |
| Suecia                |                                                         | |
| Estocolmo             | Aeropuerto de Estocolmo-Arlanda                         | Eurowings / Norwegian / SAS                                                                                                |
| Gotemburgo            | Aeropuerto de Gotemburgo-Landvetter                     | Eurowings |
| Suiza                 |                                                         | |
| Basilea               | Aeropuerto de Basilea-Mulhouse-Friburgo                 | EasyJet |
| Ginebra               | Aeropuerto de Ginebra                                   | EasyJet / Swiss |
| Zúrich                | Aeropuerto de Zúrich                                    | EasyJet / Eurowings / Swiss                                                                                                |

### Carga
| Aerolíneas          | Destinos                          |
| ------------------- | --------------------------------- |
| ASL Airlines France | Hannover, París–Charles de Gaulle |
| FedEx Express       | París–Charles de Gaulle           |
| UPS Airlines        | Colonia/Bonn, Gdańsk              |

## Estadísticas

### Tráfico anual
| Año  | Pasajeros  | % Cambio | Ref.          |
| ---- | ---------- | -------- | ------------- |
| 2020 | 444,893    | —        | [ 28 ]        |
| 2021 | 9,947,006  | 2,135.8% | [ 29 ]        |
| 2022 | 19,845,046 | 99.5%    | [ 30 ]        |
| 2023 | 23,071,865 | 16.3%    | [ 31 ] [ 32 ] |
| 2024 | 25,465,872 | 10.4%    | [ 1 ]         |

| Mes        | 2025 Pas  | %     | 2024 Pas  | %     | 2023 Pas  | %     | 2022 Pas  | %      | 2021 Pas  | %      |
| ---------- | --------- | ----- | --------- | ----- | --------- | ----- | --------- | ------ | --------- | ------ |
| Enero      | 1,563,535 | 5.8%  | 1,477,579 | 12.8% | 1,309,645 | 70,6% | 767,710   | 269.6% | 207,587   | -90.8% |
| Febrero    | 1,713,150 | 8.9%  | 1,572,985 | 10.9% | 1,418,368 | 48,9% | 952,663   | 548.6% | 146,945   | -93.6% |
| Marzo      | 1,954,301 | 1.7%  | 1,921,062 | 15.0% | 1,670,091 | 28,3% | 1,301,449 | 490.8% | 220,257   | -78.7% |
| Abril      | 2,228,016 | 3.5%  | 2,152,146 | 12.6% | 1,910,670 | 6,8%  | 1,789,655 | 576.0% | 264,710   | 859.2% |
| Mayo       | 2,317,526 | -2.2% | 2,368,531 | 13.2% | 2,091,691 | 8,4%  | 1,929,380 | 433.2% | 362,305   | 596.3% |
| Junio      |           |       | 2,338,226 | 11.6% | 2,095,407 | 7.9%  | 1,941,107 | 197.5% | 652,194   | 288.5% |
| Julio      |           |       | 2,362,051 | 7.1%  | 2,205,150 | 11.8% | 1,973,258 | 57.7%  | 1,251,383 | 78.4%  |
| Agosto     |           |       | 2,389,611 | 7.7%  | 2,219,669 | 14.7% | 1,935,183 | 35.0%  | 1,433,612 | 73.0%  |
| Septiembre |           |       | 2,477,032 | 9.1%  | 2,269,769 | 9.9%  | 2,066,204 | 41.3%  | 1,462,530 | 110.8% |
| Octubre    |           |       | 2,562,551 | 8.6%  | 2,359,832 | 12.3% | 2,100,789 | 25.6%  | 1,672,009 | 187.6% |
| Noviembre  |           |       | 1,901,705 | 8.4%  | 1,754,461 | 12.5% | 1,559,578 | 28.1%  | 1,217,142 | 472.0% |
| Diciembre  |           |       | 1,942,393 | 9.9%  | 1,767,112 | 15.6% | 1,529,138 | 44.8%  | 1,056,221 | 298.6% |